# كاظم فنجان الحمامي
كاظم فنجان الحمامي (1 أيار 1958 - ) سياسي عراقي، كان وزير النقل والمواصلات العراقية، وُلدَ في مدينة البصرة جنوب العراق.

## الشهادات التخصصية
- شهادة الإرشاد البحري بتقدير جيد جدا (معادلة بالبكالوريوس).
- شهادة البكالوريوس في العلوم بتقدير جيد جدا.
- شهادة التحكيم البحري من محكمة استئناف البصرة.

## التدرج المهني
- العمل على سفن الحفر البحري من 1973 إلى 1975.
- مرشد بحري ثالث على السفن القادمة للعراق من 1975 إلى 1977.
- مرشد بحري ثان على السفن القادمة للعراق من 1977 إلى 1978.
- مرشد بحري أول على السفن القادمة للعراق من 1978 إلى 1980.

### العمل الاكاديمي
- التدريس في مركز التدريب المهني التابع للاكاديمية البحرية للفترة من 1980 إلى 1988.

### التدرج في المناصب
- مدير وحدة المتابعة العلمية للفترة من 1993 إلى 1998.
- مدير قسم التفتيش البحري للفترة من 2000 إلى 2004.
- معاون مدير عام الموانئ للفترة من 2004 إلى 2006.[7]
- مدير ميناء خور الزبير للفترة من 2006 إلى 2007.
- مدير السيطرة البحرية والمسؤول الميداني عن تحركات السفن والناقلات القادمة والمغادرة من وإلى الموانئ العراقية.[8]

### العمل الميداني
- ارشاد وقيادة السفن العملاقة المترددة على الموانئ العراقية.
- فحص ومعاينة السفن والكشف عليها .* الاشراف على تدريب وتأهيل طلاب الدورات التخصصية المتقدمة.

### الهيئات المهنية
- عضوية الاتحاد الدولي للموانئ والمرافئ.[9]

## آراء خلافية
في 2016، الحمامي أحدث الجدل خلال افتتاح مطار في ذي قار عندما قال ان السومريون قد بنوا اول مطار في العالم في سنة 5000 قبل الميلاد في محافظة ذي قار و الذي كان يستضيف السفن الفضائية السومرية التي تقلع الى كواكب اخرى استنادًا إلى كتابات زكريا سيتشين، صموئيل نوح كريمر وهربرت جورج ويلز. في وقت لاحق، ادعى أن سفينة نوح انطلقت من الناصرية.

### رأي اللجنة البرلمانية
في يوم 16 تشرين الأول سنة 2016 نبهت لجنة الخدمات والاعمار النيابية وزيرَ النقل بأن مكان وزمان القاء المحاضرات التاريخية غير مناسبين، وإن كانت المعلومات عنها صحيحة، هناك محافل أكاديمية بامكانه طرح ذلك فيها".

## السجن
قد حكمت هيئة النزاهة الاتحادية في آذار/مارس 2023 على الحمامي بالسجن المشدد لمدة سنتين لإقدامه على ارتكاب ما يخالف واجبات وظيفته عمداً، على إثر إبرام عقد بين الشركة العامَّة لموانئ العراق وإحدى الشركات لاستئجار قطعة أرضٍ بمساحة (67,000) م2 في ميناء المعقل؛ لغرض إنشاء مجمعٍ علميٍّ، خلافاً للقانون.
وتابعت الدائرة إن المحكمة وجدت الأدلة المُتوفّرة في هذه القضيَّة كافيةً ومقنعةً للإدانة؛ فأصدرت حكمها بحقِّ المدان وفق أحكام المادة (331) من ق.ع.ع، وإصدار أمر قبضٍ بحقِّه وإعمامه، إضافة إلى إعطاء الحقّ للجهة المُتضرِّرة للمُطالبة بالتعويض، بعد اكتساب القرار الدرجة القطعية.